# Rudolf Walter Leonhardt
Rudolf Walter Leonhardt (* 9. Februar 1921 in Altenburg; † 30. März 2003 in Hamburg) war ein deutscher Journalist und Verfasser von zahlreichen Büchern zu Themen aus Politik und Kultur.

## Leben
Leonhardt war Sohn eines Lehrerehepaares. Seine Mutter stammte aus Lothringen. Er besuchte von 1930 bis 1938 das Staatsrealgymnasium in Borna bei Leipzig. Im Alter von 17 Jahren kam er zum Militär, wurde Jagdflieger und erhielt das Deutsche Kreuz in Gold.
Er studierte Geisteswissenschaften in Bonn, Cambridge und London. Nach dem Examen promovierte er (Formprobleme des Romans) und war von 1948 bis 1950 Dozent für moderne deutsche Literatur in Cambridge. Bis 1953 war er bei der BBC und als Autor für britische Zeitungen tätig. Danach wurde er Mitarbeiter der Zeit, zunächst als Auslandskorrespondent in London, ab 1955 als Redakteur in der Politischen Redaktion in Hamburg.
17 Jahre lang, von Mai 1957 bis 1973, war Leonhardt als Nachfolger von Paul Hühnerfeld der Feuilleton-Chef der Zeit. Als Theo Sommer 1973 Chefredakteur wurde, gab Leonhardt das Feuilleton ab und übernahm an der Seite von Sommer einen der beiden Stellvertreter-Posten. Er behielt diesen Posten bis zu seiner Pensionierung im Jahr 1986.

## Enttabuisierung der Pädosexualität
In der Pressemitteilung der Zeit zu seinem Tod hieß es: „In seiner Arbeit und in seinen großen Artikeln hat Rudolf Walter Leonhardt wesentlich zur Liberalisierung des gesellschaftlichen Klimas in der Bundesrepublik der sechziger Jahre beigetragen. Immer wieder plädierte er für eine moderne, tolerante Gesetzgebung gerade auch gegenüber Minderheiten.“ Im Kontext der Debatte um die Haltung der Grünen zum Kindesmissbrauch äußerte sich Theo Sommer 2013 kritisch gegenüber den „Libertinage-lastigen, ja als empörend empfundenen Kapiteln“ von Leonhardts Buch Wer wirft den ersten Stein?, in denen dieser die Tabuisierung der Pädophilie bzw. Päderastie kritisiert hatte, und auch anderen Artikeln in der Zeit; Sommer nannte sie die „Idiosynkrasie eines einzelnen, allerdings leitenden und daher prominenten Redakteurs“ und brachte zum Ausdruck:

„Wäre ich damals Chefredakteur gewesen und hätte ich seinen Text gelesen […] – ich möchte hoffen, dass ich Leo den Abdruck mit dem Argument ausgeredet und notfalls untersagt hätte, ich dürfe nicht riskieren, dass seine maßlos überzogene Ansicht als Meinung der ZEIT missverstanden würde.“

Für Leonhardt ist „der Nachweis nicht erbracht, dass Kinderseelen unheilbaren Schaden nähmen vom Schock der ersten Begegnung mit einer Manifestation des Sexuellen. Also etwa dem viel zitierten guten Onkel, der mit Schokolade lockt und dann: Ja, was eigentlich macht?“ Und weiter: „Pädagogen, Ärzte und Soziologen fragen immer wieder besorgt, ob diese ganze Angstpsychose, die in Kindern erregt werden kann durch dauernde Warnungen vor Sexualverbrechen, ob das hysterische Geschrei um einen armen kleinen Exhibitionisten, ob schließlich die Inquisition eines Sittlichkeitsprozesses dem davon betroffenen Kind nicht viel mehr schaden kann als der Kontakt mit dem bösen guten Onkel.“
Im Zusammenhang mit der Berichterstattung über den Weinstein-Skandal im Jahr 2017 schrieb die Zeit-Journalistin Iris Radisch, dass Leonhardts sexuelle Übergriffe und Anzüglichkeiten im ganzen Haus bekannt gewesen seien; aufgrund des gesellschaftlichen Klimas sei aber ein juristisches Vorgehen kaum erfolgreich durchführbar gewesen.

## Veröffentlichungen (Auswahl)
- x-mal Deutschland. München 1961
- 77mal England. Panorama einer Insel. 1962
- Zeitnotizen. Kritik, Polemik, Feuilleton. Hrsg. Christa Dericum, München, Piper 1963.
- This Germany: The Story Since the Third Reich. 1963 (English translation of German original)
- Reise in ein fernes Land – Wirtschaft und Politik in der DDR. 1964 (zusammen mit Marion Gräfin Dönhoff und Theo Sommer) (Platz 1 der Spiegel-Bestsellerliste vom 7. bis zum 20. Oktober und vom 11. November bis zum 15. Dezember 1964)
- Drei Wochen und drei Tage. Ein Europäer in Japan. Hoffmann und Campe, Hamburg 1970, ISBN 3-455-04380-1.
- Pro & Contra. Argumente zur Zeit aus Die Zeit. Pro & Contra. Piper, München 1974, ISBN 3-492-02060-7, (NA Wilhelm Heyne Verlag, München 1989, ISBN 3-453-03405-8)
- Auf gut deutsch gesagt: Ein Sprachbrevier für Fortgeschrittene. 1983.